# Petrogale brachyotis
Petrogale brachyotis é uma espécie de marsupial da família Macropodidae. Endêmica da Austrália, onde é encontrada na Austrália Ocidental e Território do Norte.